# Isdera Imperator 108i
Isdera Imperator 108i – niemiecki supersamochód zaprezentowany w 1983 roku przez firmę Isdera i produkowany do 1990 roku. Auto pod względem budowy i konstrukcyjnie bazuje na modelu Mercedesa C111 z późnych lat 60. Auto posiada silniki wyłącznie firmy Mercedes-Benz, które są umieszczane centralnie. W palecie Isdery model ten jest klasyfikowany w średnim segmencie. Produkowany był w dwóch krótkich seriach nazwanych (Mk1) i (Mk2). Pierwsza wersja była produkowana od 1986 roku do roku 1991, druga zaś wytwarzana jest od 1991 roku do dziś. Obydwie wersje są limitowane. Do dziś wyprodukowano 17 aut podczas niemalże 30 lat produkcji. Wszystkie wersje modelu Isdera posiadały silniki 8-cylindrowe produkcji Mercedesa.

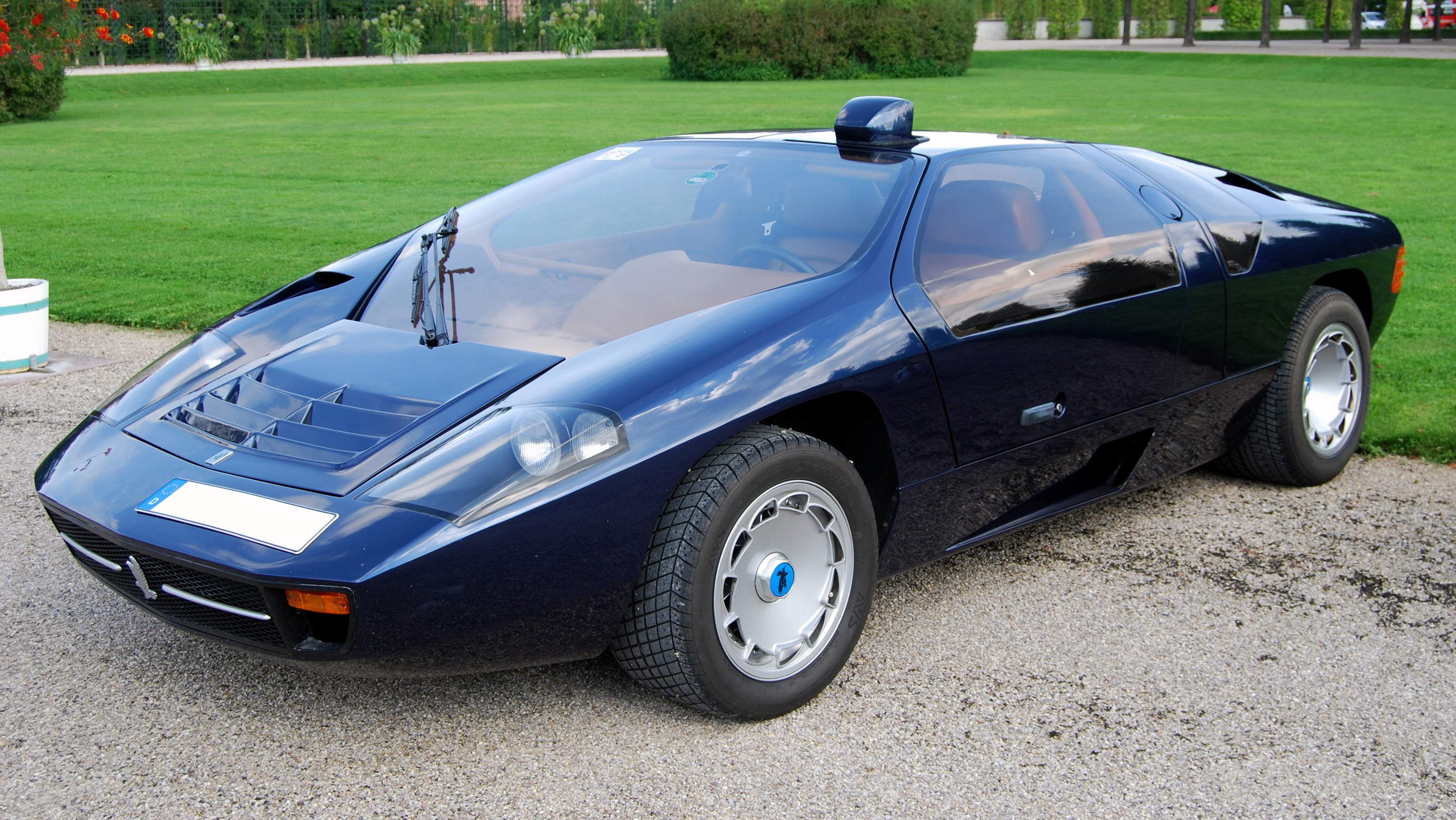
Isdera Imperator 108i

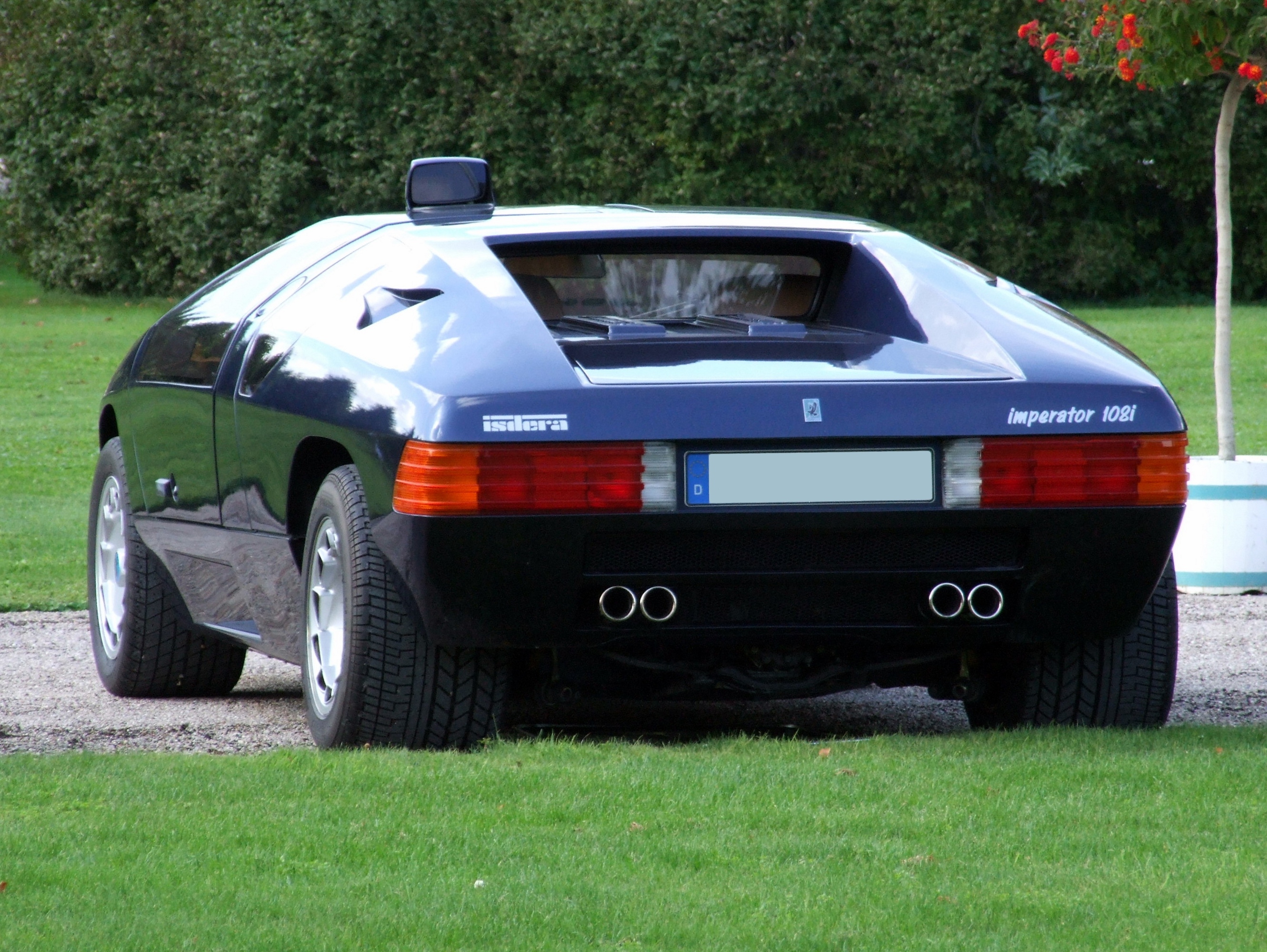
Isdera Imperator 108i - tył auta

Podstawowym silnikiem napędzającym Imperatora w chwili rozpoczęcia produkcji był 5.0 litrowy silnik wykonany w technice 2-zaworowej, o 8 cylindrach i 252 KM pochodzący z limuzyny Mercedesa W126. Przednie podwójne lampy nawiązują do starszego modelu Isdery Spyder zaś tylne reflektory zapożyczono ze sławnego luksusowego - modelu S-klasy. Silniki na przestrzeniach lat różniły się mocą i pojemnością. Samochód wyposażony był w napęd na tylne koła, 5-biegową skrzynia wykonaną specjalnie przez Mercedesa na życzenie firmy Isdera.
Pierwszy raz zastosowano, także pojedyncze lusterko umiejscowione nad głową kierowcy, które było unikatowe i dosyć rzadkie nawet w sportowych samochodach (auto nie posiadało tradycyjnych zewnętrznych lusterek po obu stronach). W wyposażeniu pojazdu można znaleźć manualną klimatyzację, ABS i w elektrycznie regulowane szyby.
Spowodowane było to aerodynamiką, gdyż auto budowano z myślą o dużych szybkościach, co bardzo poprawiało współczynnik oporu powietrza. Pierwszy taki model został sprzedany za 400 000 marek, a więc w porównaniu do Isdera Commendatore 112i to połowa ceny.
Na początku lat 90 dołączyła nowa wersja silnika 5.0l najpierw w wersji 330 KM a pod później zmodyfikowana wersja ///AMG 6.0l i mocy 420 KM. Od roku 1992 dostępne wersje to 330 KM i 420KM.  W 1993 roku nastąpiły drobne zmiany w nadwoziu (face-lifting), powiększono rozmiar opon i tarcz hamulcowych.

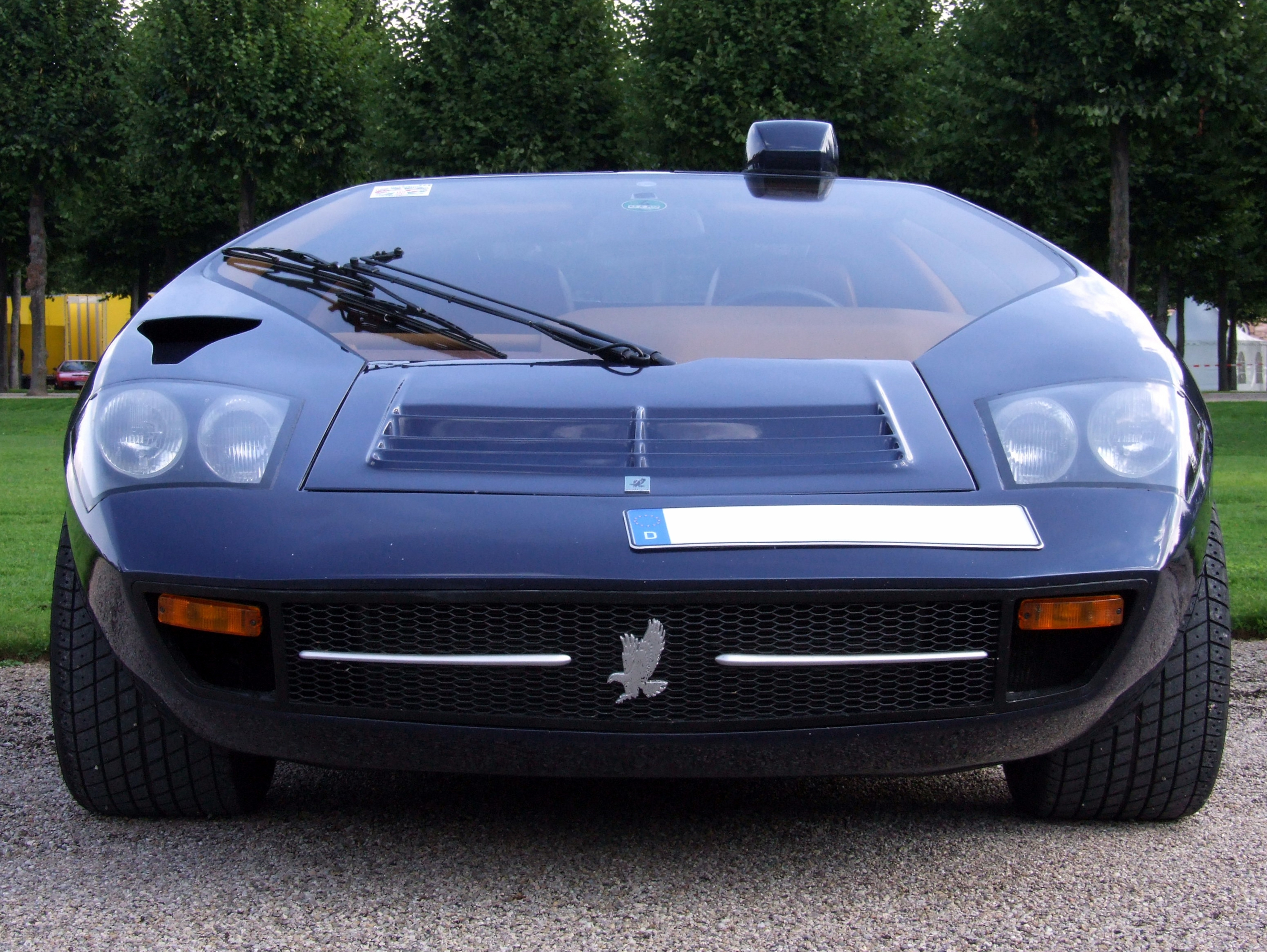
Isdera Imperator 108i

| Isdera                           | Imperator 108i [5.0l] 1984                                                                     | Imperator 108i [5.6l] 1987                                                                     | Imperator 108i [5.6l] 1988                                                                     |
| -------------------------------- | ---------------------------------------------------------------------------------------------- | ---------------------------------------------------------------------------------------------- | ---------------------------------------------------------------------------------------------- |
| Lata produkcji                   | 1984 – 1991                                                                                    | 1987 – 1991                                                                                    | 1987 – 1991                                                                                    |
| Liczba egzemplarzy               | razem 17 sztuk                                                                                 | razem 17 sztuk                                                                                 | razem 17 sztuk                                                                                 |
| Typ Silnika                      | Mercedes-Benz M 117 V8 16v                                                                     | Mercedes-Benz M 117 V8 16v                                                                     | Mercedes-Benz M 119 V8 32v                                                                     |
| Silnik                           | V8 (8 cylindrowy) 45.0° SOHC 16v (2 zawory na cylinder), Czterosuwowy, umieszczony centralnie. | V8 (8 cylindrowy) 45.0° SOHC 16v (2 zawory na cylinder), Czterosuwowy, umieszczony centralnie. | V8 (8 cylindrowy) 45.0° DOHC 32v (4 zawory na cylinder), Czterosuwowy, umieszczony centralnie. |
| Pojemność skok ³                 | 4973 cm³                                                                                       | 5547 cm³                                                                                       | 5547 cm³                                                                                       |
| Napęd                            | tylny                                                                                          | tylny                                                                                          | tylny                                                                                          |
| Moc przy 1/min                   | 185 kW (252 KM) @ 5200 1/min                                                                   | 220 kW (300 KM) @ 5000 1/min                                                                   | 268 kW (365 KM) @ 5500 1/min                                                                   |
| Max. Moment obr. (Nm) przy 1/min | (390 Nm) @ 3750 1/min                                                                          | (445 Nm) @ 3750 1/min                                                                          | (525 Nm) @ 3650 1/min                                                                          |
| Sprężanie:                       | 10.0:1                                                                                         | 10.0:1                                                                                         | 10.5:1                                                                                         |
| Układ zaworów                    | SOHC, łańcuch, 2 zawory na cylinder, podwójny wałek rozrządu.                                  | SOHC, łańcuch, 2 zawory na cylinder, podwójny wałek rozrządu.                                  | DOHC, łańcuch, 4 zawory na cylinder, podwójny wałek rozrządu                                   |
| Skrzynia biegów                  | 5-biegowa manualna                                                                             | 5-biegowa manualna                                                                             | 5-biegowa manualna                                                                             |
| Rozstaw osi                      | 2480 mm                                                                                        | 2480 mm                                                                                        | 2480 mm                                                                                        |
| Masy D x S x W                   | 4220 x 1835 x 1135 mm                                                                          | 4220 x 1835 x 1135 mm                                                                          | 4220 x 1835 x 1135 mm                                                                          |
| Rozmiar kół                      | Przód: 285/40 VR15 Tył: 345/35 VR15                                                            | Przód: 285/40 VR15 Tył: 345/35 VR15                                                            | Przód: 285/40 VR15 Tył: 345/35 VR15                                                            |
| Masa własna                      | 1350 kg                                                                                        | 1350 kg                                                                                        | 1350 kg                                                                                        |
| Rozmiar tarcz hamulcowych        | Przód Ø 300 mm Tył: Ø 300 mm                                                                   | Przód Ø 300 mm Tył: Ø 300 mm                                                                   | Przód Ø 300 mm Tył: Ø 300 mm                                                                   |
| 0–100 km/h                       | 6.2 s                                                                                          | 5.8 s                                                                                          | 4.8 s                                                                                          |
| Prędkość maksymalna (km/h)       | 262 km/h                                                                                       | 282 km/h                                                                                       | 296 km/h                                                                                       |

| Isdera                           | Imperator 108i [5.0l] 1991                                                                     | Imperator 108i [6.0l] 1992                                                                     |
| -------------------------------- | ---------------------------------------------------------------------------------------------- | ---------------------------------------------------------------------------------------------- |
| Lata produkcji                   | 1991 – dziś                                                                                    | 1992 – dziś                                                                                    |
| Liczba egzemplarzy               | razem 17 sztuk                                                                                 | razem 17 sztuk                                                                                 |
| Typ Silnika                      | Mercedes-Benz M 119 V8 32v                                                                     | Mercedes-Benz M 119 V8 32v                                                                     |
| Silnik                           | V8 (8 cylindrowy) 45.0° DOHC 32v (4 zawory na cylinder), Czterosuwowy, umieszczony centralnie. | V8 (8 cylindrowy) 45.0° DOHC 32v (4 zawory na cylinder), Czterosuwowy, umieszczony centralnie. |
| Pojemność skok ³                 | 4973 cm³                                                                                       | 5987 cm³                                                                                       |
| Napęd                            | tylny                                                                                          | tylny                                                                                          |
| Moc przy 1/min                   | 242 kW (330 KM) @ 5700 1/min                                                                   | 301 kW (420 KM) @ 5200 1/min                                                                   |
| Max. Moment obr. (Nm) przy 1/min | (490 Nm) @ 3900 1/min                                                                          | (540 Nm) @ 3900 1/min                                                                          |
| Sprężanie:                       | 10.0:1                                                                                         | 10.0:1                                                                                         |
| Układ zaworów                    | DOHC, łańcuch, 4 zawory na cylinder, podwójny wałek rozrządu.                                  | DOHC, łańcuch, 4 zawory na cylinder, podwójny wałek rozrządu.                                  |
| Skrzynia biegów                  | 5-biegowa manualna                                                                             | 5-biegowa manualna                                                                             |
| Rozstaw osi                      | 2480 mm                                                                                        | 2480 mm                                                                                        |
| Masy D x S x W                   | 4220 x 1835 x 1135 mm                                                                          | 4220 x 1835 x 1135 mm                                                                          |
| Rozmiar kół                      | Przód: 245/40 ZR17 Tył: 335/35 ZR17                                                            | Przód: 245/40 ZR17 Tył: 335/35 ZR17                                                            |
| Masa własna                      | 1410 kg                                                                                        | 1450 kg                                                                                        |
| Rozmiar tarcz hamulcowych        | Przód Ø 320 mm Tył: Ø 300 mm                                                                   | Przód Ø 320 mm Tył: Ø 300 mm                                                                   |
| 0–100 km/h                       | 5.1 s                                                                                          | 4.5 s                                                                                          |
| Prędkość maksymalna (km/h)       | 280 km/h                                                                                       | 310 km/h                                                                                       |